# Cannaba

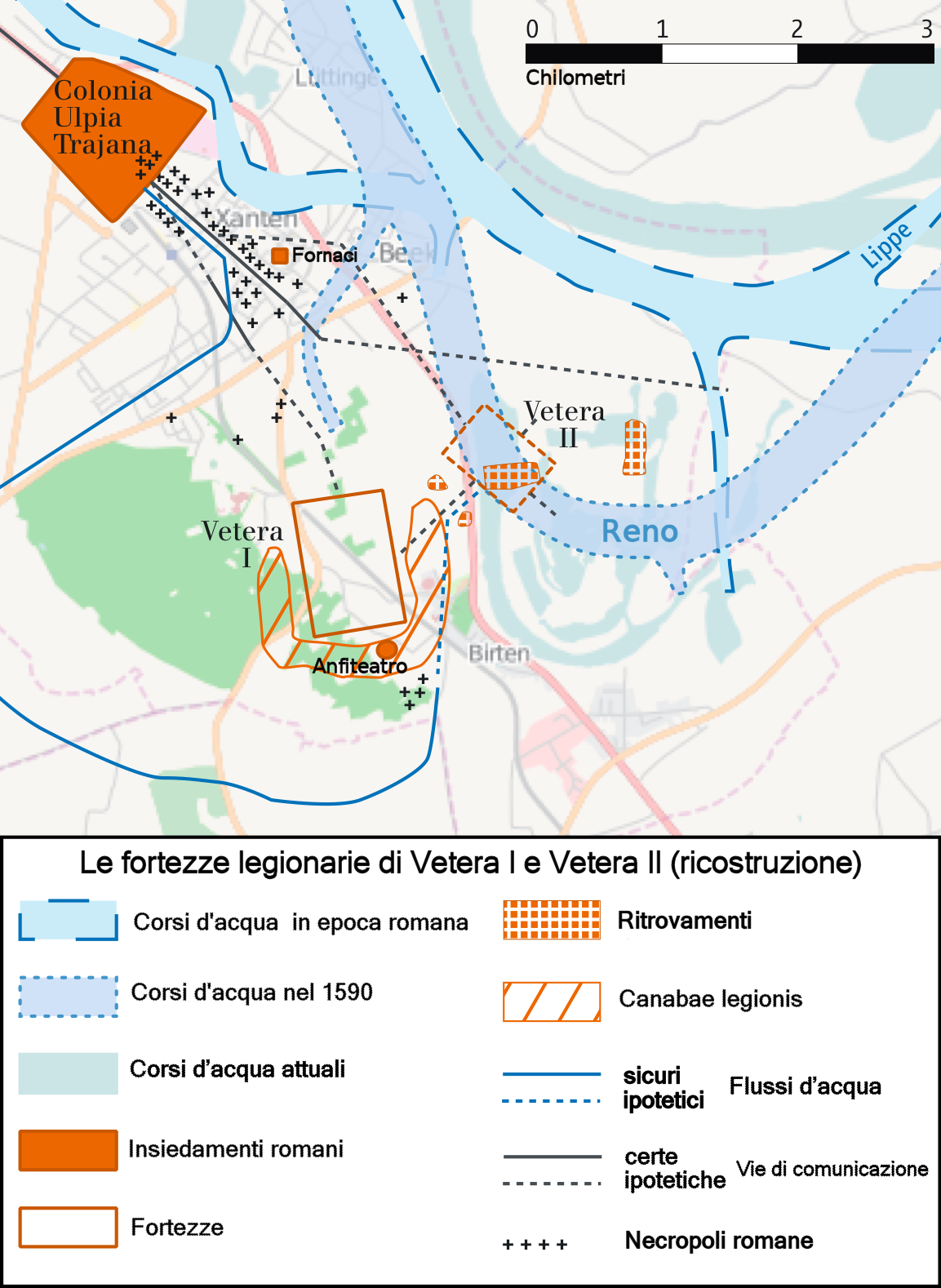
Fortalezas legionarias Vetera I e II (abajo) con la canabae correspondiente y la Colonia Ulpia Traiana (arriba), hoy Xanten, Alemania.

La palabra latina cannaba o canaba (también canabae o canabae legionis, que procede del griego καλύβη, "cabaña", quiere decir en castellano: palo delgado o caña, cabaña, choza, taberna, tinglado), se refiere a un tipo de local comercial del mundo antiguo. En Italia aún hoy en día, canove se llama a una cantina o taberna, normalmente situada en los litorales fluviales, que se instalaban para la venta de vinos, alimentos y enseres a los habitantes de las cercanías. Son por tanto, tiendas o barracas diversas construidas a base de palos o troncos de árboles con lienzos y maderas por techumbre, junto a los núcleos más o menos estables de población romana fija o temporal desde las que los comerciantes satisfacían las necesidades de estos grupos en general.
No se ha encontrado escrita en los autores clásicos, pero como kanaba o canapo, sí aparece en inscripciones imperiales y en glosarios de ese tiempo.
La canaba es un tipo de construcción ligera, fácil de montar y desmontar en consonancia con la mayor o menor provisionalidad. Estas cannabae establecían un vecinazgo con las legiones romanas y sus unidades de auxilia y en muchos casos fueron evolucionando hasta convertirse en poblaciones fijas, dependiendo del campamento cercano y con edificios más sólidos y pétreos que compartían con los soldados, fueran de cohortes auxiliares (castellum) o legionarios veteranos que habían establecido connubium con mujeres extranjeras y transmitían a sus hijos ex castris la cualidad de ciudadanía. La canaba fue un elemento fundamental para la supervivencia de los soldados y no se entiende la una sin el otro.
Existen múltiples acepciones de la palabra, como bodega, depósito de almacén o lugar donde se guardan las mercancías que van a surtir o proveer a la clientela.

## Asentamientos de campamentos legionarios
Los campamentos romanos para albergar a las legiones eran construidos por los propios legionarios con unos procedimientos similares en todas las regiones, según las referencias clásicas primarias de las que disponemos; en especial de Polibio, Pseudo Higinio o Julio César así como de otras muchas secundarias como la de Tito Livio en Ab Urbe Condita. Las tropas también participaban en la construcción de los caminos de acceso aunque no empleaban grandes recursos en tiempos de guerra pero sí, cuando se producía la pacificación y consolidación de los territorios, por lo que la ingeniería militar, estratégicamente no debió consolidar en principio las vías o los puentes al menos durante el proceso de conquista de una zona determinada. En su avance, las diversas formas del terreno determinarán el lugar idóneo de los campamentos en cuanto a las necesidades de suministros de agua; ríos, confluencias fluviales, alimentos, comerciantes, artesanos y mujeres, que se trasladaban con las propias legiones.
Polibio, que vivió las campañas de Escipión a mediados del siglo II a. C. en Hispania, es una fuente importante para conocer las técnicas para poner en pie un conglomerado de la importancia estratégica y dimensional utilizando también el apoyo de los pueblos autóctonos. En la fase primera de las guerras de conquista, los muros se levantaban básicamente en madera al pie de unas empalizadas con zanjas o fosas de protección que más tarde irán petrificándose sobre todo a partir del siglo I o principios del II. Se debe distinguir entre épocas republicana e imperial en cuanto a dimensiones, materiales y regularidad.

## Hispania

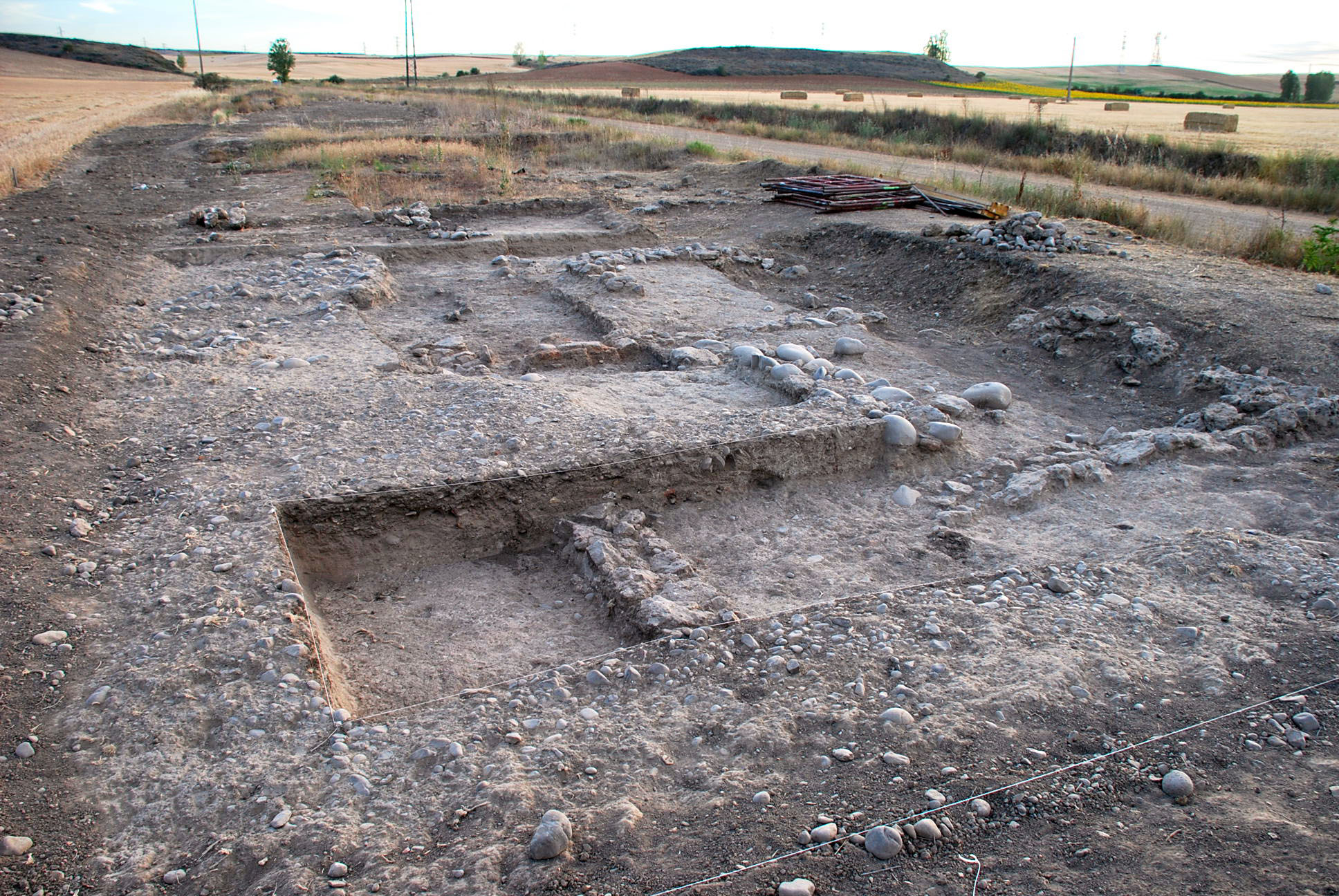
Excavaciones en la Cannaba del campamento romano de Pisoraca (Herrera de Pisuerga).

En Hispania, al final de las guerras cántabras, cuando se van estabilizando las fronteras vendrá la oportunidad de establecer asentamientos más definitivos y por tanto, la posibilidad de una mayor relación entre las tropas romanas y las cannabae situadas a su alrededor.
Más que las formas constructivas del campamento, que van a variar según la época y el grado de sedentarización de los mismos, nos interesará por tanto, ver los movimientos del grueso de las tropas tras los procesos de consolidación de la paz en los territorios y cuál va a ser el proceso de integración social de los milites en las cannabae que quedaban junto a esas guarniciones.

### El papel de los ejércitos en la romanización
Los romanos, antes de conquistar el lejano territorio de la península ibérica, ya habían ensayado los modelos de asentamiento y las vías posteriores que debían conectarlos con Roma. Desde que desembarcara en Ampurias, Cneo Cornelio Escipión en el 218 a. C., momento en que se va a iniciar la conquista hasta que llega César el “hombre providencial”, y tras él, y hasta los últimos momentos para la pacificación y reformas de César Augusto, van a pasar en este caso, dos siglos. Durante este tiempo, el territorio fue adaptándose al proceso de conquista y romanización en Hispania que al amparo del mismo y los contingentes militares fue ordenándose jurídicamente similar a Roma. Los foros romanos fueron también unidades de población agrupadas con fines comerciales, escasamente urbanizados y que finalmente tomaban el aspecto de un municipio. Estos fueron surgiendo a lo largo de las vías y luego terminarán municipalizándose o anexionándose a otros tipos de comunidades de forma similar a las cannabae. En el caso de éstas, eran las legiones las que arrastraban al grupo de comerciantes, mercaderes, artesanos, taberneros, prostitutas, dependiendo su amplitud, en gran parte, del volumen del mercado, o sea, del mayor o menor número de tropas acampadas. Se instalaban tan próximas a los campamentos, que los soldados podían ser fácilmente vigilados desde el propio establecimiento militar, desde sus muros o los caminos de ronda de vigilancia en sus murallas. La consolidación o permanencia va a depender también de las relaciones personales que tras la condición de veteranos no regresados a sus lugares de origen hubieran adquirido con la cannabae a las que no se les supone tuvieran organización municipal hasta al menos finales del siglo II o comienzos del III, dependiendo de las zonas.
La contribución de los ejércitos, o más bien las necesidades de éstos y su presencia más o menos continua a lo largo del tiempo, van a influir en las poblaciones indígenas produciéndose alistamientos o levas como legionarios en tropas auxiliares romanas (auxilia) que actuarán no sólo en Hispania sino en otros campos de batalla fuera de la península ibérica, zona marginal al oeste del Mundo Clásico. Lo cierto es que socii o aliados y auxilia lucharon contra los pueblos indígenas y con escaso papel aún del ejército en la romanización al menos hasta su pacificación y la época imperial. Cuerpos y tropas de origen hispano se constituyeron reforzando la capacidad bélica romana, sobre todo a partir de la guerra Social (91-88 a. C.), sustituyendo incluso a contingentes de auxilia itálicos.

### Relaciones y desplazamientos de la población
Cuando a Quinto Cecilio Metelo Baleárico, uno de los cónsules del año 123 a. C., el Senado romano le confía la conquista de Baleares, al finalizar la campaña en la isla y la limpieza de la piratería, dividirá el ejército en varias guarniciones repartidas por la costa, en Menorca se establecen en Mahón, Iamo y Puerto de Sanitja. Metelo “Baleárico” volverá a Roma para recibir su triunfo. Los aprovisionamientos marítimos van a ser regulares y con ellos llegarán los grupos que constituían los mercados o las cannabae con quienes establecer relaciones y gastarse la soldada. El negocio que surge en el puerto de Sanitja alrededor de la tropa legionaria, dará lugar a la cannabae formada con pobladores de diferentes condiciones sociales incluidos ciudadanos romanos licenciados que prefieren vivir junto a sus antiguos compañeros de armas. Habrá un desarrollo posterior urbanístico y el nacimiento de la ciudad de Sanisera. Más tarde, la colonización llegará a Mallorca en Palma y Pollentia donde fueron asentados colonos, la mayor parte licenciados de los ejércitos de Hispania.
De la unión entre un ciudadano romano y una focaria (sirvienta, cocinera, muchas de ellas mujeres astures) surgieron familias y viviendas fijas en Lancia.[cita requerida] Los nacidos de estas uniones ex castris engrosarán la población cannabae. Las ciudades autóctonas que se opusieron a Roma y no se rindieron nunca, fueron aniquiladas como el caso de Numancia donde tras una larga guerra y asedio de veinte años, se instalaron siete campamentos con torres que se comunicaban rodeando a los numantinos que terminaron por entregarse.

### Relaciones con Centro Europa
Los desplazamientos de población y la relación con las tropas fue un hecho en todo el imperio y entre Hispania y el Oriente, en especial al centro de Europa. En el siglo II se encontraban en Panonia el Ala I Hispanorum Arvacorum y la Cohors II Asturum y otras tropas auxiliares procedentes de Hispania. Igualmente en Roma e Italia y hasta en la Administración imperial con emperadores hispanos, lo que supuso un transvase incesante de ciudadanos. En Panonia, los campamentos militares y las relaciones de estos con las cannabae fue similar a otros lugares y la urbanización se produjo como en otras provincias, a consecuencia o como desarrollo en largo tiempo de estas relaciones en muchos casos.
El río Danubio será el eje principal para el establecimiento de los campamentos romanos y será la frontera natural para el Este. Renia, Noricum, Panonia con sus guarniciones y asentamientos fueron la base de Carnutum, Brigetio, Lauriacum, Vindovona (Viena) Aquinqum (Budapest) que a lo largo del Danubio construyeron el limes romano y dieron lugar a que cannabae, poblados indígenas y campamentos se unieran hasta formar poblaciones que en principio carecían de estatuto municipal igual que en Hispania y otras provincias romanas.
De tal forma que las migraciones en la Hispania romana imperial son constatables en múltiples inscripciones de las zonas del Rhin y el Danubio, la Galia y Britannia y con África, mientras que en Hispania vivían en Tarraco, Corduba y Augusta Emerita la mayoría de los forasteros, en poblaciones avanzadas que ya eran ciudades capitales y que estaban mejor comunicadas.
La Legio X Gemina participará en Hispania en las guerras de Augusto contra cántabros y astures del 26 al 19 a. C., alternando labores de conquista, anexión y explotación de territorios hasta el año 63 d. C. El campamento se situó en Petavonium (Rosinos de Vidriales, Zamora) y alrededor del mismo surgen las cannabae que van a constituir precisamente el origen del núcleo urbano posterior. Muchos veteranos terminaron establecidos en las colonias de Augusta Emerita y Cesaraugusta. La Legio IV Macedonica abandonará la región cántabra para trasladarse a Germania Inferior pero continúan la Legio VI Victrix y X Gemina en la zona astur especialmente por las actividades mineras.

### Cannabae Legionis y fuentes literarias
En el año 68 fue creada La Legio VII Gemina reclutada por Galba y otras unidades auxiliares (Morillo Cerdán, 1991:181) y las fortificaciones militares van a empezar a tener también una función civil combinada con núcleos urbanos. Fue con Galba a Panonia para disolver la X Gémina pronunciándose a favor de Vespasiano, y su jefe Antonio Primo estuvo al frente contra los ejércitos de Vitelo. Regresará a Roma tras las guerras civiles en el año 69, el de los cuatro emperadores y tras volver al Rin, estuvo allí hasta el año 78. Luego irá a Hispania a sustituir a la Legio VI Victrix. Había que asegurar la tranquila explotación de las minas del noroeste hispánico y el libre transporte del mineral. Esto dará lugar a una ampliación de la cannabae que surge junto al campamento de la Legio VII Gémina, más que por el volumen de soldados, por los veteranos que allí se quedaron a vivir una vez obtenida la missio tras veinticinco años de servicio y casarse con mujeres de la población autóctona. León será por tanto, una ciudad que se desarrolla a partir de su cannabae.
La primera y única mención literaria que existe sobre la cannabae de León, va a ser la Epístola 67 de San Cipriano de Cartago, texto que a su vez es testimonio clave para conocer también la penetración del cristianismo por el año 251 en Hispania y que explica el hecho posterior de una sola sede episcopal en dos ciudades, Astorga y León cuyo origen es la cannabae de la Legio VII Gémina que en este año no parece haber llegado aún a la consideración de civitas romana y que San Cipriano la denomina como ad legionem, que es lo mismo que decir cannabae legionis. Según Ramón Teja, esto indica que el cristianismo surgió en la cannabae de León antes que en Astorga por lo que la implantación cristiana en Astorga se llevó a cabo por cristianos procedentes de León.
Los campamentos de la Legio X en Astorga y la VII Gémina en León han sido estudiados por Morillo Cerdán, aportando novedades muy interesantes tanto sobre su planta como su configuración y también de las cannabae exteriores Ya hemos hablado de lo que nos aportan los autores de las fuentes clásicas sean como fuentes primarias o secundarias por los hechos concretos de guerra, aunque en muchos casos sean citas brevísimas y escasas, sobre todo si son de época imperial.
En los alrededores del campamento en la actual León se instaló un núcleo civil que de acuerdo con los estudios arqueológicos, se piensa que sobre la zona se instalaría posteriormente el burgo medieval o actual barrio de San Martín. Será a partir del siglo III-IV cuando, incluso con la aparición del cristianismo, de acuerdo con la Epístola 67 de San Cipriano, se van a producir grandes transformaciones en el recinto militar y las poblaciones cercanas acogidas en la antigua cannabae produciéndose la integración y romanización definitiva y así, se estima que ocurrirá generalmente en el resto de Hispania y del Imperio aunque las referencias documentales a las cannabae no sean muy abundantes.

## Canabaey legiones a lo largo dellimes

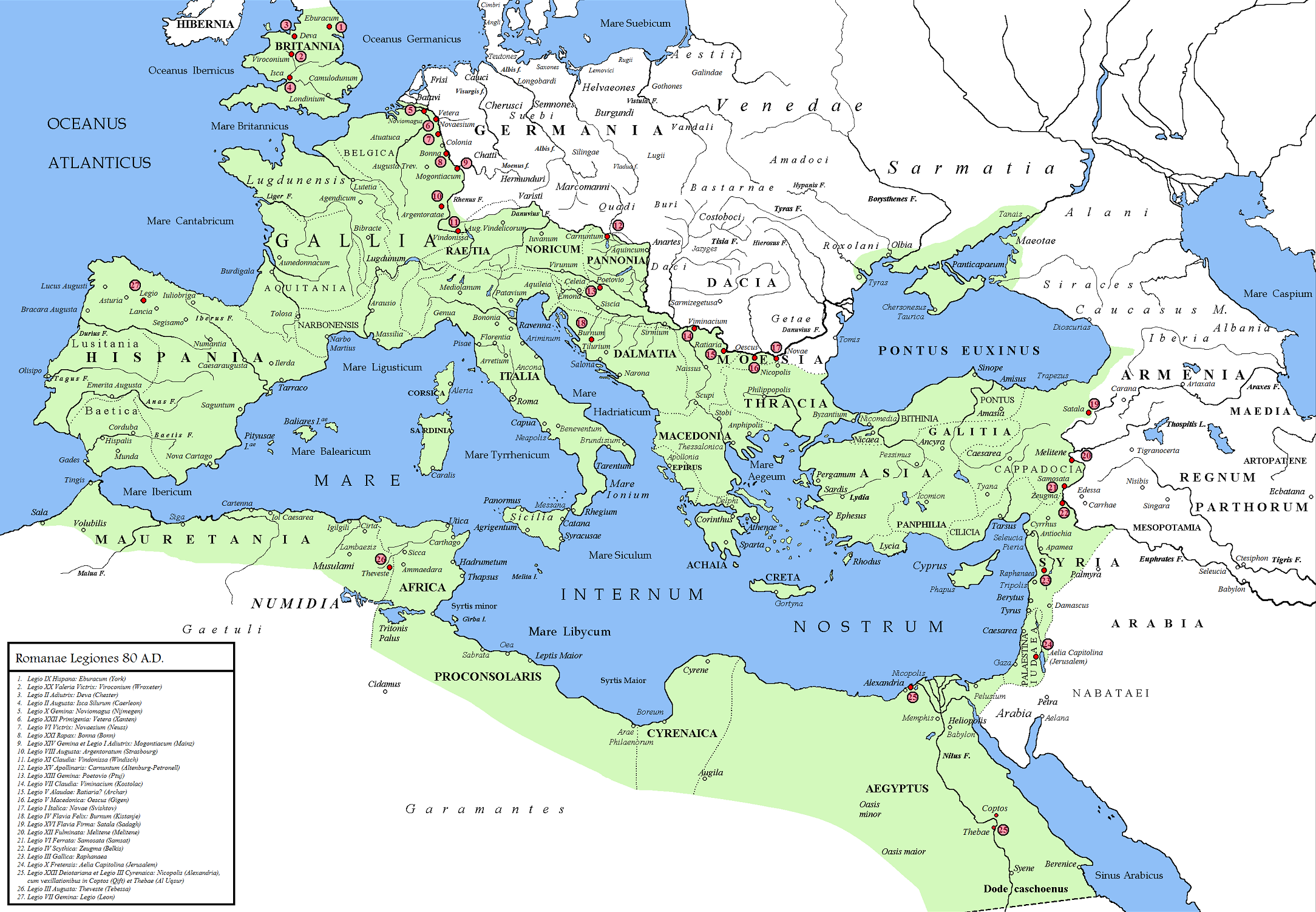
Legiones romanas y sus correspondientes canabae durante el año 80.

A continuación se muestra una lista de canabae (aglomeración civil) formadas en torno a las fortalezas legionarias durante el año 80:
1. Legio IX Hispana: Eburacum (York)
2. Legio XX Valeria Victrix: Viroconium (Wroxeter)
3. Legio II Adiutrix: Deva (Chester)
4. Legio II Augusta: Isca Silurum (Caerleon)
5. Legio X Gemina: Noviomagus Batavorum (Nimega)
6. Legio XXII Primigenia: Vetera (Xanten)
7. Legio VI Victrix: Novaesium (Neuss)
8. Legio XXI Rapax: Bonna (Bonn)
9. Legio XIV Gemina y Legio I Adiutrix: Mogontiacum (Magonza)
10. Legio VIII Augusta: Argentoratae (Estrasburgo)
11. Legio XI Claudia: Vindonissa (Windisch)
12. Legio XV Apollinaris: Carnunto (Petronell-Carnuntum)
13. Legio XIII Gemina: Poetovio (Ptuj)
14. Legio VII Claudia: Viminacium (Kostolac)
15. Legio V Alaudae: Ratiaria? (Archar)
16. Legio V Macedonica: Oescus (Gigen)
17. Legio I Italica: Novae (Svishtov)
18. Legio IV Flavia Felix: Burnum (Kistanje)
19. Legio XVI Flavia Firma: Satala (Sadagh)
20. Legio XII Fulminata: Melitene (Melitene)
21. Legio VI Ferrata: Samosata (Samsat)
22. Legio IV Scythica: Zeugma (Belkis)
23. Legio III Gallica: Raphanaea
24. Legio X Fretensis: Aelia Capitolina (Jerusalén)
25. Legio XXII Deiotariana e Legio III Cyrenaica: Nicópolis (Alejandría), con vexillatio en Coptos (Qift) y Thebae (Al Uqsur)
26. Legio III Augusta: Theveste (Tebessa)
27. Legio VII Gemina: Legio (León)